# La Voix du mort
La Voix du mort — The Silent Speaker dans l'édition originale américaine — est un roman policier américain de Rex Stout, publié en 1946. C’est le neuvième roman de la série policière ayant pour héros Nero Wolfe et son assistant Archie Goodwin.

## Résumé
Peu après son discours devant un conglomérat de puissants industriels dont il remet en cause les pratiques commerciales, Cheney Boone, directeur du Bureau de la Règlementation des Prix pendant la Deuxième Guerre mondiale, est sauvagement assassiné à coups de clé à molette. Nero Wolfe, dont la situation financière est des plus précaires, voit là une enquête qui pourrait assurément lui rapporter gros. Avec l’aide d’Archie Goodwin, il tente d’imposer ses services au conglomérat. Il organise une rencontre entre les parties concernées, dont la famille du mort, et en présence de l’inspecteur Cramer de l’escouade des homicides de New York. L’événement tourne au vinaigre et Cramer accuse Wolfe de servir ses intérêts avant ceux de la justice. Mais le corpulent détective est déjà sur une piste, car à la réunion, Phoebe Gunther, la secrétaire de Cheney Boome, brillait par son absence. 
Quand Archie parvient à retrouver Phoebe Gunther, réfugiée chez un autre employé du Bureau, il découvre une femme intelligente, mais accablée à l’idée d’avoir perdu une mallette de cuir contenant dix cylindres de dictaphone où feu son patron avait enregistré de précieuses informations qu’elle devait retranscrire.  De fil en aiguille, Wolfe et Goodman remontent la piste de la mallette et mettent la main sur neuf des dix cylindres. Il devient alors évident que le cylindre manquant dévoilera, par la voix du mort, le nom de meurtrier.

## Éditions
Édition originale en anglais
- (en) Rex Stout, The Silent Speaker, New York, Viking Press, 1946

Éditions françaises
- (fr) Rex Stout (auteur) et Madeleine Michel-Tyl (traducteur), La Voix du mort [«  The Silent Speaker  »], Paris, Fayard, coll. « L’Homme aux orchidées no 11 », 1950, 223 p. (BNF 32649469)
- (fr) Rex Stout (auteur) et Madeleine Michel-Tyl (traducteur), La Voix du mort [«  The Silent Speaker »], Paris, Librairie des Champs-Élysées, coll. « Le Club des Masques no 185 », 1973, 248 p. (BNF 35880059)

## Adaptation à la télévision
- 2002 : The Silent Speaker, saison 2, épisodes 13 et 14 de la série télévisée américaine Les Enquêtes de Nero Wolfe, réalisé par Michael Jaffe, d’après le roman éponyme, avec Maury Chaykin dans le rôle de Nero Wolfe, et Timothy Hutton dans celui d’Archie Goodwin.

## Sources
- André-François Ruaud, Les Nombreuses Vies de Nero Wolfe - Un privé à New York, Lyon, Les moutons électriques, coll. Bibliothèque rouge, 2008  (ISBN 978-2-915793-51-2)
- J. Kenneth Van Dover. At Wolfe's Door: The Nero Wolfe Novels of Rex Stout, 2e édition, Milford Series, Borgo Press, 2003  (ISBN 0-918736-51-X).